# 하세베 시게토시
하세베 시게토시(일본어: 長谷部 茂利, 1971년 4월 23일 ~ )는 일본의 전 축구 선수이자 현 축구 지도자로 과거 도쿄 베르디, 가와사키 프론탈레, 비셀 고베, 제프 유나이티드 지바에서 활동했으며 현재 J1리그 가와사키 프론탈레의 감독직을 맡고 있다.

## 수상

### 클럽 (선수)
도쿄 베르디
- J1리그 : 우승 (1994), 준우승 (1995)
- J리그컵 : 우승 (1994), 준우승 (1996)
- 천황배 : 우승 (1996)

가와사키 프론탈레
- 재팬 풋볼 리그 : 3위 (1997)

비셀 고베
- 천황배 : 4강 (2000)

제프 유나이티드 지바
- J1리그 : 3위 (2001, 2003)
- 천황배 : 4강 (2002)

### 클럽 (지도자)
아비스파 후쿠오카
- J2리그 : 준우승 (2020)
- J리그컵 : 우승 (2023), 4강 (2022)
- 천황배 : 4강 (2023)